# Cliron
Cliron és un municipi francès situat al departament de les Ardenes i a la regió del Gran Est. L'any 2007 tenia 292 habitants.

## Demografia

### Població
El 2007 la població de fet de Cliron era de 292 persones. Hi havia 124 famílies de les quals 28 eren unipersonals (20 homes vivint sols i 8 dones vivint soles), 52 parelles sense fills, 40 parelles amb fills i 4 famílies monoparentals amb fills.
La població ha evolucionat segons el següent gràfic:
Habitants censats

### Habitatges
El 2007 hi havia 130 habitatges, 124 eren l'habitatge principal de la família, 1 era una segona residència i 5 estaven desocupats. 116 eren cases i 13 eren apartaments. Dels 124 habitatges principals, 98 estaven ocupats pels seus propietaris, 22 estaven llogats i ocupats pels llogaters i 4 estaven cedits a títol gratuït; 4 tenien dues cambres, 18 en tenien tres, 26 en tenien quatre i 77 en tenien cinc o més. 102 habitatges disposaven pel capbaix d'una plaça de pàrquing. A 56 habitatges hi havia un automòbil i a 59 n'hi havia dos o més.

### Piràmide de població
La piràmide de població per edats i sexe el 2009 era:
| Homes | Edats   | Dones |
| ----- | ------- | ----- |
| 0     | 95 o +  | 0     |
| 0     | 90 a 94 | 0     |
| 0     | 85 a 89 | 0     |
| 0     | 80 a 84 | 0     |
| 4     | 75 a 79 | 4     |
| 4     | 70 a 74 | 0     |
| 4     | 65 a 69 | 4     |
| 12    | 60 a 64 | 4     |
| 12    | 55 a 59 | 12    |
| 12    | 50 a 54 | 16    |
| 8     | 45 a 49 | 8     |
| 16    | 40 a 44 | 20    |
| 16    | 35 a 39 | 12    |
| 8     | 30 a 34 | 12    |
| 4     | 25 a 29 | 0     |
| 12    | 20 a 24 | 8     |
| 8     | 15 a 19 | 0     |
| 12    | 10 a 14 | 8     |
| 20    | 5 a 9   | 20    |
| 4     | 0 a 4   | 4     |

## Economia
El 2007 la població en edat de treballar era de 216 persones, 160 eren actives i 56 eren inactives. De les 160 persones actives 146 estaven ocupades (76 homes i 70 dones) i 14 estaven aturades (8 homes i 6 dones). De les 56 persones inactives 27 estaven jubilades, 15 estaven estudiant i 14 estaven classificades com a «altres inactius».

### Ingressos
El 2009 a Cliron hi havia 123 unitats fiscals que integraven 289 persones, la mediana anual d'ingressos fiscals per persona era de 19.590 €.

### Activitats econòmiques
Dels 21 establiments que hi havia el 2007, 3 eren d'empreses de fabricació d'altres productes industrials, 2 d'empreses de construcció, 10 d'empreses de comerç i reparació d'automòbils, 1 d'una empresa d'informació i comunicació, 1 d'una empresa financera, 3 d'empreses immobiliàries i 1 d'una empresa classificada com a «altres activitats de serveis».
Dels 4 establiments de servei als particulars que hi havia el 2009, 1 era un taller de reparació d'automòbils i de material agrícola, 1 paleta, 1 lampisteria i 1 perruqueria.
Dels 2 establiments comercials que hi havia el 2009, 1 era una botiga de més de 120 m² i 1 una joieria.
L'any 2000 a Cliron hi havia 5 explotacions agrícoles que ocupaven un total de 695 hectàrees.

## Equipaments sanitaris i escolars
El 2009 hi havia una escola elemental integrada dins d'un grup escolar amb les comunes properes formant una escola dispersa.

## Poblacions més properes
El següent diagrama mostra les poblacions més properes.